# イロカノ語
イロカノ語（イロカノご）は、オーストロネシア語族、マレー・ポリネシア語派に属する言語である。

その他の呼び方としてイロコ (Iloko)、サムトイ (Samtoy 'our language') などがある。

イロカノ語を母語とする人々、イロカノ人（イロコス人）は本来ルソン島北西部の南シナ海に面するイロコス・ノルテ、イロコス・スール州を故郷とする人々である。

しかし土地に対する人口圧が高いためにすでに前世紀より他地域への移住を行っている。近年では南のパラワン島、ミンダナオ島、更には米国にまで移民として渡っていく者が多い。

フィリピンでの話者数は、600～800万人とされ、フィリピンでは、タガログ語、セブアノ語（セブ語）に次いで、第三位の話者数を誇る。

## 文字
ラテン文字が用いられている。スペインの植民地になる前はカウィ文字の一種が用いられた。

## 文法
イロカノ語はVSO型である。

主格や目的語などの項はマーカーとよばれる語を前に伴って、動詞の後ろに置かれる。マーカーには、話題を示す ti（日本語の「は」に相当）、主（格）語や目的語を表す nga（「が」「を」などに相当）がある。

文には話題を示すtiが含まれるのが普通であり、イロカノ語は話題卓越性言語に含められる。

接辞は、語根に付いて動詞となる pa（papanam), agan（agan-annad）や、丁寧表現とするmaki-などがある。

語中で同じ子音が2個連続する場合があるが、日本語の「学校」、「一杯」の要領で発音すれば良い。

例えば、ubbing「子供達」、innak「私は行きます」などがある。

## 音韻的特徴
母音は、a、e、i、o、uである。

子音は、b、k、d、g、h、j、k、l、m、n、ng、p、r、s、t、w、y である。

ngは日本語語中に現れる鼻にかかる鼻濁音（ガ）の音を表す。

イロカノ語では声門閉鎖音は子音の一つとなす。

## 基本表現
おはよう。Naimbag nga bigat, yo. 

こんにちは。Naimbag nga aldaw, yo. 

こんばんは。Naimbag nga rabii, yo. 

ご機嫌いかがですか。Kumusuta ka? 

元気です、ありがとう。Nasayaat met. Dios ti agngina. 

私の名前は山田です。Yamada ti nagan ko. 

お名前はなんと言いますか。Ania ti nagan mo? 

お目にかかれて嬉しい。Maragsakanak unay gapu ti pagaammo tayo. 